# Monte Alegre (Canindé)
Monte Alegre é um distrito do município brasileiro de Canindé, no interior do estado do Ceará. Segundo o censo demográfico de 2022, realizado pelo Instituto Brasileiro de Geografia e Estatística (IBGE), sua população era de 2 095 habitantes e havia 719 domicílios particulares permanentes ocupados. Foi criado pela lei estadual nº 7.166 de 14 de janeiro de 1964.
De acordo com o IBGE, em 2010 a população era de 1 527 habitantes e havia 569 domicílios particulares.